# Robinzoniada, anu čemi ingliseli papa
Robinzoniada, anu čemi ingliseli papa (gruzinsko რობინზონიადა ანუ ჩემი ინგლისელი პაპა; rusko Робинзонада, или Мой английский дедушка/Robinzonada, ili Moj anglijskij deduška; slovensko: Robinzoniada ali Moj angleški dedek) je sovjetski komični film iz leta 1987, ki ga je režirala Nana Džordžadze po scenariju Iraklija Kvirikadzeja. V glavnih vlogah nastopajo Žanri Lolašvili, Nineli Čankvetadze in Guram Pirčalava. Zgodba prikazuje starejšo Gruzijko Ano (Čankvetadze), ki se spominja svoje ljubezenske zveze z angleškim telegrafskim inženirjem Christopherjem (Lolašvili) in spora z njenim bratom Nestorjem (Pirčalava), gorečim boljševikom.
Film je bil premierno prikazan leta 1987. Sodeloval je v programu Un Certain Regard Filmskega festivala v Cannesu, kjer je osvojil nagrado zlata kamera za najboljši prvenec (francosko Caméra d'Or).
 Nominiran je bil za nagrado Nika za najboljšo scenografijo (Vahtang Rurua).

## Vloge
- Žanri Lolašvili kot Christopher Hughes
- Nineli Čankvetadze kot Ana
- Guram Pirčalava kot Nestor Neoradze
- Elgudža Burduli kot Lavrentij Mgeladze
- Rusudan Bolkvadze kot Lizi
- Tiko Eliosidze
- Daredžan Haršiladze
- Šalva Herheulidze
- Gia Ležava
- Jurij Kirs